# 식스60
식스60(영어: SIX60, 식스식스티)는 2008년 결성된 뉴질랜드의 5인조 밴드이다.

## 내력
2010년 8월 10일에 발매한 싱글 "Rise Up 2.0"이 뉴질랜드 싱글 차트에서 5위를 차지했다. 4주째 차트에서 사라졌다가 2010년 12월에 다시 차트에 진입하고  10주째 1위를 차지했다. 2011년 10월 10일에 발매 한 앨범 Six60이 뉴질랜드의 앨범 차트 첫 등장 1위를 차지했다.